# Władysław Szymanowski

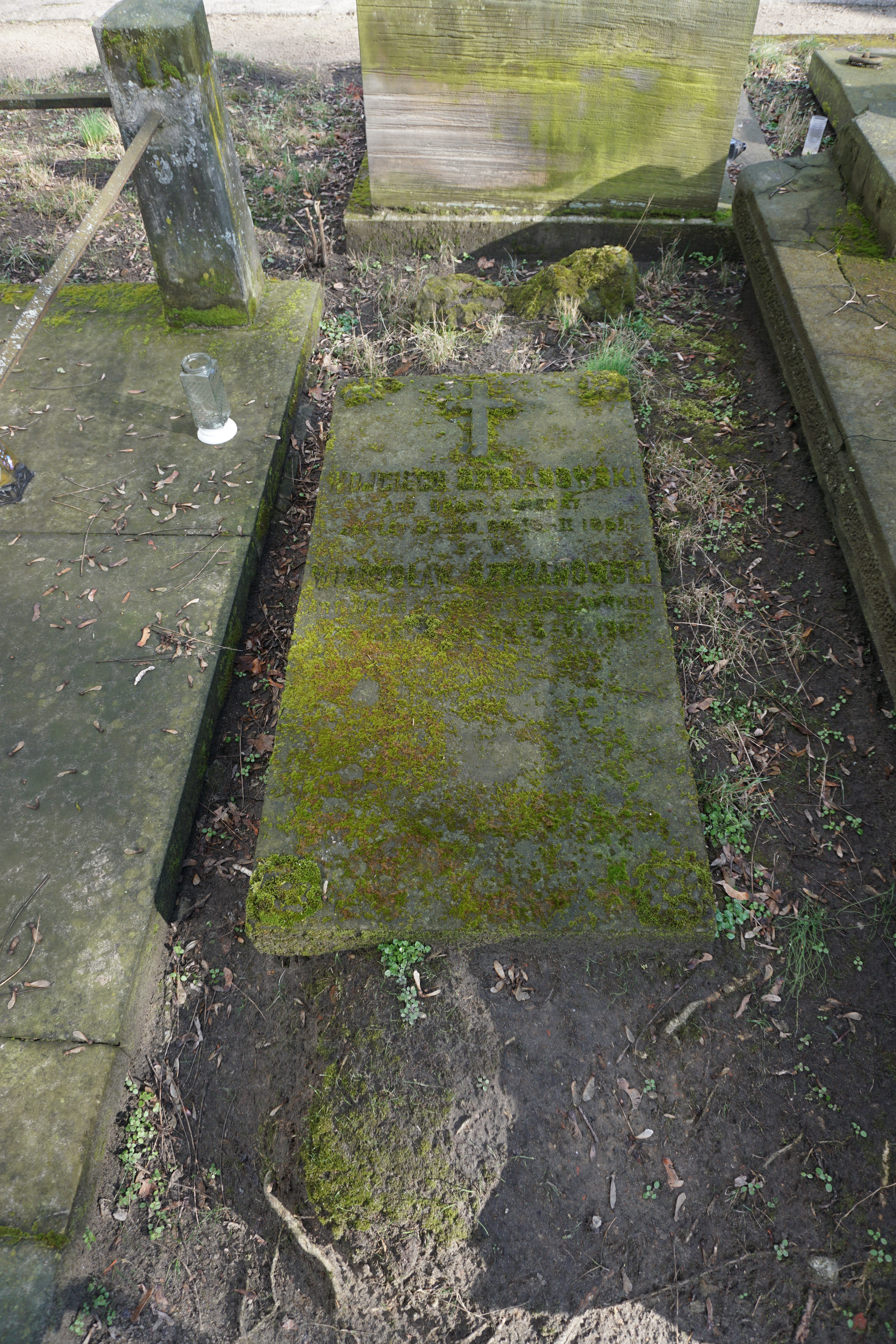
Grób Władysława Szymanowskiego na cmentarzu Powązkowskim

Władysław Szymanowski (ur. 3 września 1840 w Warszawie, zm. 4 czerwca 1917 tamże) – polski aktor, pieśniarz, reżyser, ilustrator czasopism i książek. Był synem Wojciecha Szymanowskiego i Joanny z Meissnerów, wnukiem śpiewaka Marcina Szymanowskiego i bratem aktorki Wiktoryny Bakaławiczowej.
Absolwent klasy dykcji i deklamacji Szkoły Muzycznej Warszawskiego Towarzystwa Muzycznego.
W roku 1868 w kościele parafialnym św. Jana (katedrze) w Warszawie wziął ślub z Teofilą Kwiatkowską, z którą miał syna, Mariana Marcina.
Aktor związany z Warszawskimi Teatrami Rządowymi i z Teatrem Rozmaitości. Jako aktor teatralny znany głównie z ról komicznych i charakterystycznych, m.in. w sztukach: A. Fredry, M. Bałuckiego i J. Blizińskiego. Według pisma "Teatr" jeden z pierwszych polskich monologistów dramatycznych.
Pracował także jako ilustrator, m.in. w "Kłosach" i "Tygodniku Ilustrowanym"
Pochowany na cmentarzu Powązkowskim (kwatera 180-2-26).